# Marcus Neustaedter

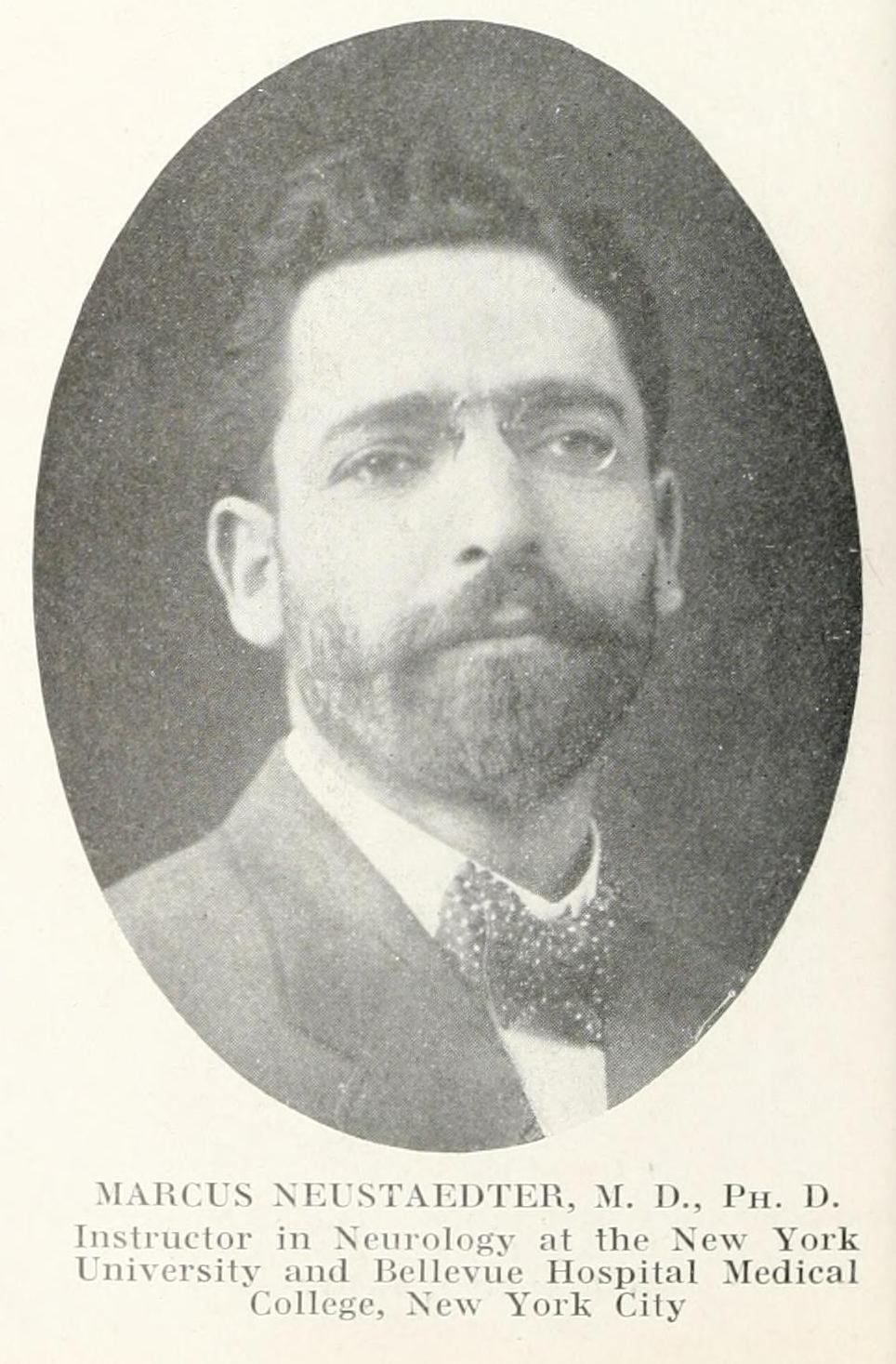
Marcus Neustaedter

Marcus Neustaedter (ur. 20 lutego 1871 w Zbarażu, zm. 7 czerwca 1947 w Nowym Jorku) – amerykański lekarz neurolog żydowskiego pochodzenia. Pamiętany jest za badania nad etiologią poliomyelitis prowadzone wspólnie z Williamem C. Thro.

## Życiorys
Ukończył Real-Obergymnasium w Brodach i emigrował do Stanów Zjednoczonych w 1888 roku. Ukończył New York College of Pharmacy (1891). Tytuł M.D. otrzymał w Bellevue Hospital Medical College w 1896. Od 1906 wykładał neurologię w Bellevue Hospital Medical College. W tym samym roku otrzymał tytuł Ph. D. na New York University.
Związany z nowojorskimi szpitalami Mt. Sinai, Kings County, St. Mary’s i Bellevue, a także z National Jewish Hospital for Consumptives w Denver. Pracował dla towarzystw ubezpieczeniowych New York Life Insurance Company i Germania Life Insurance Company of New York jako Medical Examiner.
Należał do NY Eastern Medical Society (1897) i Zbarazer Circle.
Zmarł 7 czerwca 1947 w Nowym Jorku.

## Prace
- A Case of Hysterical Mutism . American Medicine 16 ss. 426-427 (1910)
- An Interesting Case Of Friedreich Ataxia in a Child Five and a Half Year of Age. American Medicine 16 s. 477-483 (1910)
- Experience: the rise and development of the concept in the history of philosophy. The Greenwich printing company, 1907
- Immunization Of Goats And Sheep To Poliomyelitis. J Am Med Assoc 97(2), ss. 123 (1931)
- Marcus Neustaedter, W. W. Hala, Alexander Tolstoouchow. Relation Of Calcium Content Of The Spinal Fluid To Postlumbar Puncture Headache. J Am Med Assoc 85(5), ss. 347-349 (1925)
- Textbook of clinical neurology for students and practitioners. Davis, 1929
- Antipoliomyelitis Horse Serum. Its Preparation And Use  . J Am Med Assoc 96(12), ss. 933-935 (1931)
- Vera B. Dolgopol, Marcus Neustaedter. Meningo-Encephalitis Caused By Cysticercus Cellulosae. Arch Neurol Psychiatry 33(1), ss. 132-147 (1935)